# Elseid Hysaj
Elseid Hysaj (Shkodër, 2 februari 1994) is een Albanees voetballer die als vleugelverdediger speelt. Hij verruilde SSC Napoli in juli 2021 transfervrij voor SS Lazio. Hysaj debuteerde in 2013 in het Albanees voetbalelftal, waarmee hij deelnam aan het EK 2016 en het EK 2024.

## Clubcarrière
Hysajs vader Gëzim emigreerde twee maanden na de geboorte van zijn zoon naar Italië om daar werk te zoeken. Hij liet zijn zoon overkomen toen die veertien werd, waarop Hysaj werd opgenomen in de jeugdopleiding van Empoli. Dat hevelde hem op 1 juli 2012 over naar de selectie van het eerste elftal, op dat moment actief in de Serie B. Hysaj werd in het seizoen 2012/13 basisspeler bij Empoli, waarmee hij in het seizoen 2013/14 promotie naar de Serie A afdwong. Zijn eerste wedstrijd daarin vond plaats op 13 september 2014, thuis tegen AS Roma (0–1 verlies). Hysaj bleef ook in de Serie A basisspeler bij Empoli en eindigde het seizoen met de club op een veilige vijftiende plaats.
Hysaj tekende in augustus 2015 een contract tot in eerste instantie medio 2020 bij SSC Napoli, de nummer vijf van de Serie A in het voorgaande seizoen. Hiermee volgde hij trainer Maurizio Sarri, die een maand jaar eerder ook van Empoli naar Napoli ging. Hysaj was in zijn eerste drie seizoenen in Napels vrijwel elke wedstrijd basisspeler. Dat werd minder toen coach Sarri vertrok en hij onder Carlo Ancelotti (en later Gennaro Gattuso) kwam te spelen. Hysaj eindigde met Napoli drie keer tweede in de Serie A, iedere keer achter Juventus. Zijn ploeggenoten en hij wonnen in 2019/20 wel de Coppa Italia, na een finale tegen datzelfde Juventus. Hysaj speelde in 2015/16 zijn eerste wedstrijden in de Europa League en in 2016/17 zijn eerste in de Champions League. Allebei toernooien waar hij met Napoli ook daarna nog vaker zou uitkomen.
Hysaj verruilde Napoli in juli 2021 na zes seizoenen transfervrij voor SS Lazio. Hier kwam hij voor de derde keer te spelen onder coach Maurizio Sarri.

## Clubstatistieken
| Seizoen         | Club            | Competitie      | Competitie | Competitie | Beker | Beker | Internationaal | Internationaal | Overig | Overig | Totaal | Totaal |
| Seizoen         | Club            | Competitie      | Wed.       | Dlp.       | Wed.  | Dlp.  | Wed.           | Dlp.           | Wed.   | Dlp.   | Wed.   | Dlp.   |
| --------------- | --------------- | --------------- | ---------- | ---------- | ----- | ----- | -------------- | -------------- | ------ | ------ | ------ | ------ |
| 2011/12         | Empoli          | Serie B         | 0          | 0          | 1     | 0     | —              | —              | —      | —      | 1      | 0      |
| 2012/13         | Empoli          | Serie B         | 30         | 0          | 1     | 0     | —              | —              | 4      | 0      | 35     | 0      |
| 2013/14         | Empoli          | Serie B         | 32         | 1          | 2     | 0     | —              | —              | —      | —      | 34     | 1      |
| 2014/15         | Empoli          | Serie A         | 36         | 0          | 3     | 0     | —              | —              | —      | —      | 39     | 0      |
| Club totaal     | Club totaal     | Club totaal     | 98         | 1          | 7     | 0     | 0              | 0              | 4      | 0      | 109    | 1      |
| 2015/16         | Napoli          | Serie A         | 37         | 0          | 1     | 0     | 5              | 0              | —      | —      | 43     | 0      |
| 2016/17         | Napoli          | Serie A         | 35         | 0          | 3     | 0     | 7              | 0              | —      | —      | 45     | 0      |
| 2017/18         | Napoli          | Serie A         | 35         | 0          | 2     | 0     | 10             | 0              | —      | —      | 47     | 0      |
| 2018/19         | Napoli          | Serie A         | 27         | 0          | 1     | 0     | 7              | 0              | —      | —      | 35     | 0      |
| 2019/20         | Napoli          | Serie A         | 20         | 1          | 4     | 0     | 0              | 0              | —      | —      | 24     | 1      |
| 2020/21         | Napoli          | Serie A         | 24         | 0          | 3     | 0     | 2              | 0              | —      | —      | 29     | 0      |
| Club totaal     | Club totaal     | Club totaal     | 178        | 1          | 14    | 0     | 31             | 0              | 0      | 0      | 223    | 1      |
| 2021/22         | SS Lazio        | Serie A         | 29         | 1          | 2     | 0     | 2              | 0              | —      | —      | 33     | 1      |
| 2022/23         | SS Lazio        | Serie A         | 34         | 1          | 1     | 0     | 6              | 0              | —      | —      | 41     | 1      |
| Club totaal     | Club totaal     | Club totaal     | 63         | 2          | 3     | 0     | 8              | 0              | 0      | 0      | 74     | 2      |
| Carrière totaal | Carrière totaal | Carrière totaal | 339        | 4          | 24    | 0     | 39             | 0              | 4      | 0      | 406    | 4      |

Bijgewerkt tot en met 16 juli 2023 

## Interlandcarrière
Hysaj debuteerde op 6 februari 2013 op achttienjarige leeftijd in het Albanees voetbalelftal tijdens een oefeninterland tegen Georgië. Sindsdien speelde hij meer dan zeventig interlands. In juni 2016 nam Hysaj met Albanië deel aan het Europees kampioenschap voetbal 2016 in Frankrijk, het eerste interlandtoernooi waarvoor het land zich ooit plaatste. Albanië werd in de groepsfase uitgeschakeld na een overwinning op Roemenië (1–0) en nederlagen tegen Zwitserland (0–1) en Frankrijk (0–2).

## Erelijst
| Coppa Italia | 1x | 2019/20 |

2 Gigot ·
3 Pellegrini ·
4 Patric ·
5 Vecino ·
6 Rovella ·
7 Dele-Bashiru ·
8 Guendouzi ·
9 Pedro ·
10 Zaccagni  ·
11 Castellanos ·
13 Romagnoli ·
14 Noslin ·
18 Isaksen ·
19 Dia ·
20 Tchaouna ·
22 Castrovilli ·
23 Hysaj ·
26 Bašić ·
28 Anderson ·
29 Lazzari ·
30 Tavares ·
34 Gila ·
35 Mandas ·
77 Marušić ·
92 Akpa Akpro ·
94 Provedel ·
Coach: Baroni
1 Berisha ·
2 Lila ·
3 Lenjani ·
4 Hysaj ·
5 Cana ·
6 Veseli ·
7 Agolli ·
8 Basha ·
9 Memushaj ·
10 Sadiku ·
11 Gashi ·
12 Shehi ·
13 Kukeli ·
14 Xhaka ·
15 Mavraj ·
16 Cikalleshi ·
17 Aliji ·
18 Ajeti ·
19 Balaj ·
20 Kaçe ·
21 Roshi ·
22 Abrashi ·
23 Hoxha · 
Coach: De Biasi